# Копейченко, Анатолий Павлович
Анатолий Павлович Копейченко (укр. Анатолій Павлович Копейченко; 1927—1984) — советский украинский юрист-практик и учёный-правовед, специалист в области уголовно-правовых наук, кандидат юридических наук (1967), доцент. Работал адвокатом в Черниговской областной коллегии, доцентом кафедры криминологии и исправительно-трудового права Харьковского юридического института и прокурором Черновицкой области.

## Биография
Анатолий Копейченко родился в 1927 году. К середине 1950-х годов занимался адвокатской практикой, был членом Черниговской областной коллегии адвокатов. Известность получила его защитная речь произнесённая в июле 1955 года при повторном рассмотрении дела об убийстве Надежды Саверской. Хотя суд в конечном итоге и подтвердил виновность его подзащитного, Копейченко не остановился и обратился с жалобой на имя Генерального прокурора СССР Роману Руденко. В следствии этого, Руденко внёс свой протест в Верховный Суд УССР, который в октябре 1956 года был удовлетворён и подзащитный Копейченко был оправдан. В дальнейшем министр юстиции Украинской ССР Владимир Зайчук называл позицию Копейченко образцовой в аспекте отстаивания своей точки зрения о невиновности своего подзащитного. Речь произнесенная им по этому делу в 1959 году была включена в первый сборник судебных речей адвокатов Украинской ССР.
В 1962 году он поступил в аспирантуру на кафедру уголовного права и уголовного процесса Харьковского юридического института, которую окончил в 1964 году. После окончания аспирантуры Копейченко продолжил работать на той же кафедре, где занял должность ассистента.
В 1966 году в Харьковском юридическом институте была образована кафедра криминологии и исправительно-трудового права, которая стала первой кафедрой подобного рода созданной в Украинской ССР. Первые преподаватели этой кафедры были переведены из других кафедр вуза. Анатолий Копейченко, который к тому моменту имел учёное звание доцента, был переведён на неё в числе первых пяти преподавателей (вместе с Ю. П. Зубаревым, З. М. Онищуком, Л. Е. Орлом и Л. Н. Сугачевым) и занял должность старшего преподавателя.
В 1967 году в Харьковском юридическом институте под научным руководством доцента Л. Н. Сугачева успешно защитил диссертацию на соискание учёной степени кандидата юридических наук «Борьба с нарушением правил безопасности движения и эксплуатации автотранспортных средств в СССР». Его официальными оппонентами на защите диссертации были профессор Ю. М. Ткачевский и доцент П. С. Матышевский. В своём исследовании Копейченко сформулировал ряд рекомендаций о необходимых, по его мнению, изменениях в уголовное законодательство относительно ответственности за преступления в области автотранспорта, часть из которых была учтена при внесении правок в уголовные кодексы республик СССР в 1968 году.
В 1968 году Копейченко был назначен на должность доцента кафедры криминологии и исправительно-трудового права. Он занимался исследованием ряда вопросов связанных с исправительно-трудовым правом и читал курс лекций по одноимённому предмету. Одновременно с научно-педагогической деятельностью, Копейченко занимался и юридической практикой. Занимался адвокатской работой и был прокурором Черновицкой области.
Анатолий Павлович Копейченко скончался в 1984 году.

## Публикации
- Д’яченко Ф., Копейченко А. Участь громадськості у боротьбі з порушеннями правил безпеки руху і експлуатації автотранспорту // Радянське право. — 1965. — № 4. — С. 24—30.
- Чернухін В., Копейченко А. Відповідальність за транспортні злочини в судовій практиці // Радянське право. — 1978. — № 4. — С. 42—46.
- Копейченко А. П. К вопросу о вине по делам о нарушениях правил безопасности движения и эксплуатации транспорта // Проблемы социалистической законности на современном этапе развития советского государства. Межвузовская научная конференция: тезисы докладов (октябрь 1968 г.). — Х. : Харьк. юрид. ин-т, 1968. — С. 209—211.